# Beatless
Beatless (ビートレス?) es una novela serial japonesa de ciencia ficción escrita por Satoshi Hase e ilustrada por Redjuice. La serie ha inspirado tres mangas spin-off y un anime producido por el estudio Diomedéa, el cual se estrenó el 12 de enero de 2018 en el bloque de programación de Animeism del canal MBS.

## Argumento
En 2105, con el avance de la tecnología a gran escala, los hIE (Elementos de Interfaz Humanoide) son robots similares a humanos inventados en el año 2057. Los hIE se utilizan como servidores públicos y personales de la sociedad.
Una persona, un estudiante de secundaria llamado Arato Endō, trata a los hIE como humanos y los ve como iguales, y aunque deseaba comprar uno, su situación financiera le impide hacerlo. En medio de la noche, mientras regresa a casa de una tienda de comestibles, es atacado violentamente por un hIE, a segundos de la muerte, Lacia, una hIE anormal equipado con un armamento stop-bullet, acude en su ayuda y le salva la vida. En el caos que sigue, un coche eléctrico pirateado amenaza con atropellarlos, y Lacia hace un trato con Arato, para asumir la propiedad de ella, a cambio de que le salve la vida. El trato requiere que él asuma toda la responsabilidad por sus acciones, a lo que accede a regañadientes. Lacia advierte al Arato en trance que, como todos los hIE, no tiene alma.
Después de ser dueña de Lacia y traerla a casa, Lacia disfruta de su nuevo y pacífico estilo de vida, mientras que Arato se ve arrastrado a una serie de eventos importantes; desde ser contratado por una compañía que organiza una audición de modelaje de moda en línea, hasta ser arrastrado a la pelea entre otros hIE que se han escapado de Memeframe.

## Personajes
Arato Endō (遠藤 アラト Endō Arato?)
 Seiyū: Takuto Yoshinaga
Arato es el protagonista de la serie y un estudiante de secundaria, que muestra simpatía por los hIE, tratándolos como humanos. Casi lo mata una hIE secuestrado y un automóvil eléctrico, mientras él regresaba a casa desde la tienda de comestibles y fue salvado por Lacia, cuyo trato luego aceptó a cambio de que ella se convirtiera en su propiedad.
Lacia (レイシア Reishia?)
 Seiyū: Nao Tōyama
Lacia es un androide / hIE equipado con un dispositivo stop-bullet y es la principal protagonista femenina de la serie. Como la clase Lacia Type-005, es uno de los 5 hIE especializados que escaparon de las garras de la Corporación Memeframe. Ella se convierte en propiedad de Arato después de salvarle la vida de un hIE y un automóvil eléctrico.
Kouka (紅霞 Kōka?)
 Seiyū: Misako Tomioka
Ella es la antagonista principal de la serie y un personaje secundario en la adaptación al anime. Ella es el Type-001 de la serie Lacia y se encuentra entre los 5 hIE tipo Lacia que escaparon del Centro de Investigación de Tokio de Memeframe. También se la conoce como Crimson Fog.
Snowdrop (スノウドロップ Sunōdoroppu?)
 Seiyū: Hiromi Igarashi
El hIE Type-002 de la serie Lacia y uno de los 5 hIE especializados que escaparon de la instalación, se especializa en crear mini-drones, en forma de pétalos de flores que piratean la tecnología. Ella es uno de los antagonistas secundarios de la serie.
Saturnus (サトゥルヌス?) / Mariage (マリアジェ Mariaje?)
 Seiyū: Shino Shimoji
También conocida como Mariage, es el hIE de la serie Lacia Type-003, y se encuentra entre los 5 hIE para escapar de la Corporación Memeframe. Ella es una de las protagonistas femeninas. Ella era propiedad de Erica Burrows, después de que Saturnus destruyera muchos hIE, lo que demostró que Burrows era digna de su poder.
Methode (メトーデ Metōde?)
 Seiyū: Sora Amamiya
Methode es la tercera antagonista de la serie. Como modelo terminada de la serie Lacia Type 004, su personalidad es manipuladora y despiadada. Su dueña es Ryō Kaidai, y anteriormente fue propiedad del difunto Ginga Waterai, y recientemente de Shiori.
Ryō Kaidai (海内 遼 Kaidai Ryō?)
 Seiyū: Kaito Ishikawa
Es el compañero de clase de Arato, que sigue el "Incidente de escape de hIE clase Lacia" con gran interés. Es el hijo mayor del fundador de la Corporación Memeframe. Tiene una hermana menor llamada Shiori, y actualmente es dueño de la serie Lacia Type-004, Methode.
Kengo Suguri (村主 ケンゴ Suguri Kengo?)
 Seiyū: Daiki Yamashita
Un compañero de clase de Arato. Trabaja para la organización terrorista 'Antibody Network', después de hacer el primer contacto con el hIE clase Lacia, Kouka. Debido a su alma gentil, se deja influir fácilmente y entra en conflicto sobre si debe terminar las tareas con brutalidad.
Yuka Endō (遠藤 ユカ Endō Yuka?)
 Seiyū: Saki Ono
Es la hermana menor de Arato y una de las protagonistas femeninas de la serie. Ella se encariña con Lacia, de quien Arato la trajo a su casa después de su experiencia cercana a la muerte.
Shiori Kaidai (海内 紫織 Kaidai Shori?)
 Seiyū: Uki Satake
Es la hermana menor de Ryō.
Olga Suguri (村主 オーリガ Suguri Ōriga?)
 Seiyū: Yūki Wakai
Es la hermana menor de Kengo.
Erica Barrows (エリカ・バロウズ Erika Barōzu?)
 Seiyū: Emiri Sumaya
Fue la propietaria de Saturnus, después de que ella se enterara de que Saturnus destruyera muchos hIE.
Ginga Watarai
 Seiyū: Hiroshi Kamiya
Director de planificación de investigación de la Corporación Memeframe.
Mika Tsutsumi
 Seiyū: Kana Hanazawa
Es la directora de la división de planificación del programa de gestión de la movilización en la Corporación Memeframe.

## Contenido de la obra

### Novela
Satoshi Hase serializó la novela, con ilustraciones por Redjuice, miembro de Supercell, en la revista Newtype de la editorial Kadokawa Shoten en 2012. La novela fue compilada y publicada en forma de libro el 10 de octubre de 2012 (ISBN 978-4-04-110290-9). En 2013, Tokyo Otaku Mode empezó una traducción inglesa de la novela, con versiones animadas de las ilustraciones de Redjuice hechas por Wit Studio y Satoshi Kadowaki como animador.

### Manga
La novela ha inspirado tres series de manga separados. Kagura Uguisu publicó el segundo volumen de la serie del manga Beatless: Dystopia en la revista de Kadokawa Monthly Shōnen Ace entre 2012 y 2013. Un volumen del manga spin-off en formato yonkoma titulado Beatless, fue publicado por Kila. Ptolemy's Singularity (天動のシンギュラリティ?), una serie de manga spin-off escrita por Pistola Snark e ilustrado por Mitsuru Ohsaki, fue lanzada en el sitio web Famitsu Cómic Clear de Kadokawa el 11 de abril de 2014, con un capítulo de preestreno habiendo sido publicado el 14 de marzo. Han sido compilados cuatro volúmenes a la fecha.
Beatless: Dystopia
| Núm. | Fecha de lanzamiento original | ISBN japonés           |
| ---- | ----------------------------- | ---------------------- |
| 1    | 22 de septiembre de 2012      | ISBN 978-4-04-120399-6 |
| 2    | 21 de febrero de 2013         | ISBN 978-4-04-120605-8 |

Ptolemy's Singularity
| Núm. | Fecha de lanzamiento original | ISBN japonés           |
| ---- | ----------------------------- | ---------------------- |
| 1    | 14 de octubre de 2014         | ISBN 978-4-04-729989-4 |
| 2    | 14 de febrero de 2015         | ISBN 978-4-04-730224-2 |
| 3    | 15 de febrero de 2016         | ISBN 978-4-04-730964-7 |
| 4    | 15 de febrero de 2016         | ISBN 978-4-04-730965-4 |

### Anime
La obra se adaptó a una serie de anime para televisión, se estrenó el 13 de enero de 2018. La serie es dirigida por Seiji Mizushima y escrita por Tatsuya Takahashi y Gō Zappa, con diseños de personajes por Hiroko Yaguchi. El tema de apertura es "Error" interpretado por Garnidelia y el tema de cierre es "Primalove" interpretado por ClariS. La serie es transmitida de manera exclusiva en Amazon Prime Video en todo el mundo.
Se ha anunciado a través del sitio web oficial para la adaptación del anime televisivo de Satoshi Hase y la novela ligera de Redjuice "Beatless" que el anime transmitirá varios episodios recopilatorios llamados "Intermission". Los episodios recopilaran algunos eventos y personajes del mundo del anime. El anuncio también establece que el primer arco del anime terminará con el quinto episodio. Los últimos cuatro episodios han sido pospuestos hasta septiembre de 2018, y serán emitidos en una nueva serie titulada Beatless: Final Stage.
| Núm. | Título                               | Fecha de emisión original |
| ---- | ------------------------------------ | ------------------------- |
| 1    | "Contrato"                           | 13 de enero de 2018       |
| 2    | "Pirateo análogo"                    | 20 de enero de 2018       |
| 3    | "Serás mía"                          | 27 de enero de 2018       |
| 4    | "Mundo Automático"                   | 3 de febrero de 2018      |
| 5    | "Herramientas para subcontratas"     | 10 de febrero de 2018     |
| 5.5  | "Intermedio 001"                     | 17 de febrero de 2018     |
| 6    | "La aldea de Higgins"                | 24 de febrero de 2018     |
| 7    | "El chico y la pornografía"          | 3 de marzo de 2018        |
| 8    | "El despertar de la bella durmiente" | 10 de marzo de 2018       |
| 9    | "Mi paradero"                        | 17 de marzo de 2018       |
| 9.5  | "Intermedio 002"                     | 24 de marzo de 2018       |
| 10   | "Viviendas y alrededores"            | 31 de marzo de 2018       |
| 11   | "Juego distópico"                    | 7 de abril de 2018        |
| 12   | "El duermevela del humano"           | 14 de abril de 2018       |
| 13   | "La plegaria interior"               | 28 de abril de 2018       |
| 14   | "Respuesta para sobrevivir"          | 5 de mayo de 2018         |
| 14.5 | "Intermedio 003"                     | 12 de mayo de 2018        |
| 15   | "Al límite"                          | 19 de mayo de 2018        |
| 16   | "Más uno"                            | 26 de mayo de 2018        |
| 16.5 | "Intermedio 004"                     | 2 de junio de 2018        |
| 17   | "Una razón propia"                   | 9 de junio de 2018        |
| 18   | "Amor protocolario"                  | 16 de junio de 2018       |
| 19   | "El tigre de papel"                  | 23 de junio de 2018       |
| 20   | "Nuestro mundo erróneo"              | 30 de junio de 2018       |
| 21   | "Higgins' Silo"                      | 26 de septiembre de 2018  |
| 22   | "Pygmalion"                          | 27 de septiembre de 2018  |
| 23   | "Beatless"                           | 28 de septiembre de 2018  |
| 24   | "Chico conoce a Chica"               | Septiembre de 2018        |